# Stagmomantis
Genre
Synonymes
- Auromantis Giglio-Tos, 1917
- Bactromantis Kirby, 1904
- Isomantis Giglio-Tos, 1917
- Leptococe Rehn, 1911
- Oromantis Giglio-Tos, 1917
- Stauromantis Giglio-Tos, 1917

Stagmomantis est un genre de mantes religieuses originaires des Amériques.

## Liste des espèces
Selon ITIS (28 avril 2024), ce genre ne comprend que six espèces :
- Stagmomantis carolina (Johannson, 1763)
- Stagmomantis californica Rehn and Hebard, 1909
- Stagmomantis floridensis Davis, 1919
- Stagmomantis gracilipes Rehn, 1907
- Stagmomantis limbata (Hahn, 1835)
- Stagmomantis venusta Saussure and Zehntner, 1894

Selon GBIF (30 avril 2023) :
- Bactromantis mexicana Saussure & Zehntner, 1894
- Stagmomantis amazonica (Jantsch, 1985) Jantsch, 1985
- Stagmomantis californica Rehn & Hebard, 1909
- Stagmomantis carolina (Johansson, 1763)
  - synonyme Stagmomantis carolina (Linnaeus, 1763) Linne, 1763
  - synonyme Stagmomantis parvula Goeze, 1778
  - synonyme Bactromantis virga Scudder, 1896
- Stagmomantis coerulans Saussure & Zehntner, 1894
- Stagmomantis colorata Hebard, 1922
- Stagmomantis costalis Burmeister, 1838
- Stagmomantis domingensis Palisot de Beauvois, 1805
- Stagmomantis floridensis Davis, 1919
- Stagmomantis fraterna Saussure & Zehntner, 1894
- Stagmomantis gracilipes Rehn, 1907
- Stagmomantis hebardi Rehn, 1935
- Stagmomantis heterogamia Saussure & Zehntner, 1894
- Stagmomantis limbata Hahn, 1835
- Stagmomantis marginata Palisot de Beauvois, 1805
- Stagmomantis maya Saussure & Zehntner, 1894
- Stagmomantis montana Saussure & Zehntner, 1894
- Stagmomantis nahua Saussure, 1869
- Stagmomantis pagana Saussure, 1870
- Stagmomantis paraensis (Jantsch, 1985) Jantsch, 1985
- Stagmomantis parvidentata Beier, 1931
- Stagmomantis spec Rehn, 1904
- Stagmomantis theophila Rehn, 1904
- Stagmomantis tolteca Saussure, 1861
- Stagmomantis venusta Saussure & Zehntner, 1894
- Stagmomantis vicina Saussure, 1870

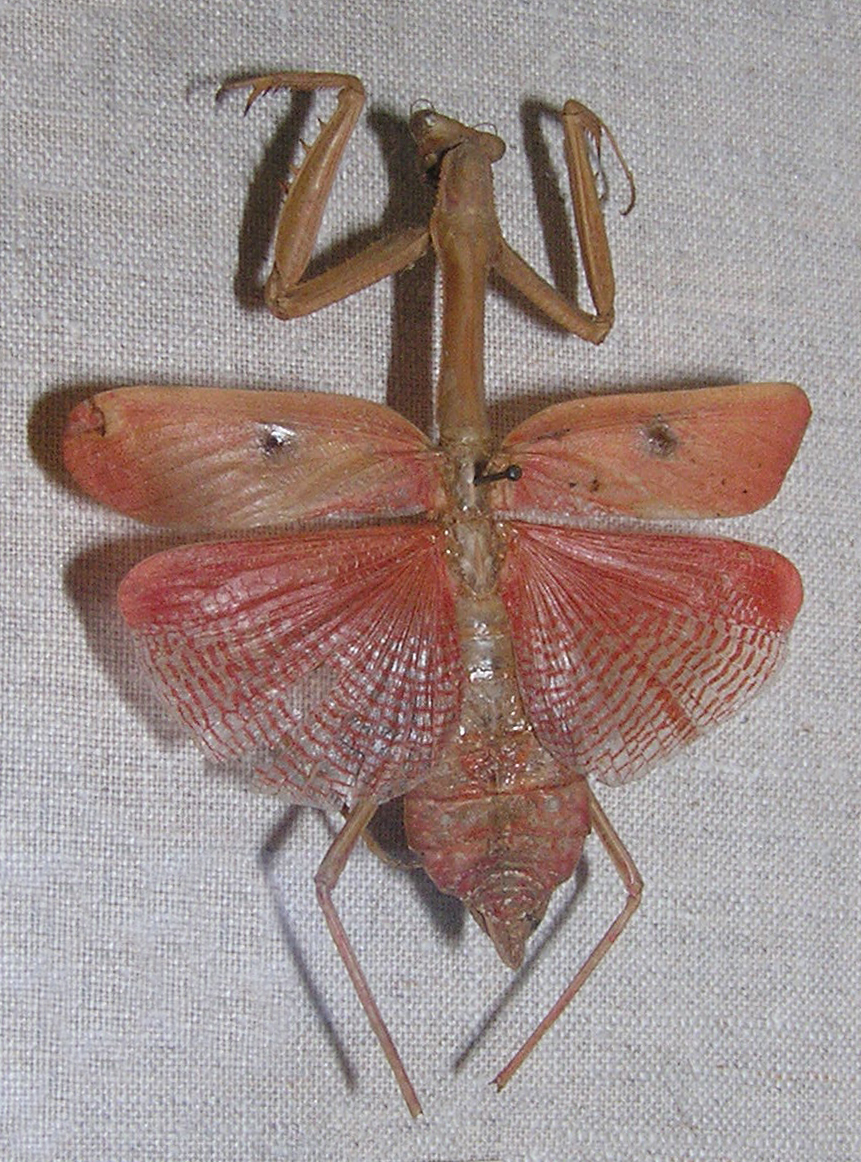
Stagmomantis carolina (femelle adulte).

## Taxonomie
Le nom valide complet (avec auteur) de ce taxon est Stagmomantis Saussure, 1869,.
Stagmomantis a pour synonymes :
- Auromantis Giglio-Tos, 1917
- Bactromantis Kirby, 1904
- Isomantis Giglio-Tos, 1917
- Leptochoche Giglio-Tos, 1914
- Leptococe Rehn, 1911
- Oromantis Giglio-Tos, 1917
- Stauromantis Giglio-Tos, 1917